# Carlos Bonell
Carlos Bonell (Londra, 23 luglio 1949) è un chitarrista inglese, nato a Londra da genitori spagnoli, famoso in tutto il mondo per la sua internazionale attività concertistica e per aver collaborato più volte con programmi radio e tv. È considerato come uno dei migliori interpreti e divulgatori di questo strumento viventi.

## Carriera
Allievo di John Williams al Royal College of Music di Londra, con il quale ha partecipato all'incisione del CD "John Williams & Friends", nel 1981 ha raggiunto la notorietà internazionale con la sua incisione del Concierto de Aranjuez di Joaquín Rodrigo; il disco è universalmente riconosciuto come una delle migliori incisioni in circolazione di questo concerto.

Nella prima metà degli anni Settanta è diventato il più giovane professore della storia del Royal College of Music, prendendo il posto del suo maestro John Williams
Nel 1976 ha ricevuto la nomination ai Grammy Awards.
Nel 2008 ha inciso il disco "Queen Guitar Rhapsodies", con gli arrangiamenti per chitarra e orchestra di alcune canzoni del famoso gruppo inglese dei Queen, arrangiamenti effettuati dallo stesso Bonell.
Bonell ha un rapporto di stretta collaborazione con l'ex membro dei Beatles Sir Paul McCartney, che dal 2006 è impegnato nella composizione di un concerto per chitarra classica e orchestra interpretato proprio da Carlos Bonell. L'opera è stata citata sulla copertina del giornale The New Yorker nel giugno 2007, tuttavia è ancora inedita. Oltre a McCartney, Bonell intrattiene anche una corrispondenza con il chitarrista dei Queen Brian May.
Per queste ragioni Carlos Bonell è un artista dalle molte facce, in grado di passare con grande maestria tra generi profondamente diversi, ma sempre mantenendo quell'anima "terrena" e flamenchista spagnola che lo caratterizza profondamente. Non a caso viene considerato come uno dei chitarristi classici in circolazione che più sanno dare vitalità e anima al suono e al repertorio della chitarra.
Svolge attività concertistiche e didattiche in tutto il mondo, mantenendo la cattedra di Head Teacher presso il Royal College of Music di Londra.